# Monika Grütters
Monika Grütters (Münster, 9 de gener de 1962) és una política alemanya de la Unió Demòcrata Cristiana (CDU). Des del 2013, exerceix de secretària d'Estat del Govern federal de Cultura i Mitjans de Comunicació al govern de la cancellera Angela Merkel. Forma part del Bundestag alemany des del 2005 i va ser presidenta de la Comissió de Cultura i Mitjans de Comunicació del 2009 al 2013. Des del desembre de 2016, Grütters també és la presidenta de la CDU a Berlín i membre de la junta executiva federal de la CDU.

## Posicions polítiques
El juny de 2017, Grütters va votar, en contra de la majoria del seu grup parlamentari, a favor de la introducció a Alemanya del matrimoni homosexual.
A la campanya per l'elecció de president del partit del 2018, Grütters va donar suport públicament a Annegret Kramp-Karrenbauer per succeir Angela Merkel.
A l'abril de 2020, Grütters va signar, juntament amb uns 50 membres més del seu grup parlamentari, una carta a la presidenta de la Comissió Europea, Ursula von der Leyen, en què es demanava a la Unió Europea que acollís nens que vivien en camps de refugiats i immigrants a Grècia.